# Imscared
Imscared, reso graficamente come IMSCARED, è un videogioco survival horror e d'avventura a tema horror, ideato e pubblicato dallo sviluppatore indipendente Ivan Zanotti, sotto la sua etichetta MyMadnessWorks. 
Originariamente pubblicato su Game Jolt in versione freeware, è stato riproposto in una versione a pagamento che espande il gioco, creando nuove aree da esplorare ed enigmi da superare a partire dal finale originale.

## Trama
La trama del gioco viene lasciata intenzionalmente vaga dallo sviluppatore. 
Il giocatore si risveglia in una stanza con la porta d'uscita chiusa, in cui è necessario un cuore per aprirla: per trovarlo, dovrà esplorare le varie zone che appariranno nel gioco, e trovare chiavi ed altri elementi essenziali per avanzare. Durante l'esplorazione, il giocatore sarà perseguitato da una figura umanoide, chiamata White Face, che tenterà a volte di ostruire la fuga del protagonista, altre di indirizzarlo su una strada difficile. 
Altro essere che si oppone al protagonista è HER, una figura femminile che ha un legame non meglio specificato con White Face. Solo un'apparizione nel gioco originale, il suo ruolo viene espanso nella versione a pagamento. In esso, viene rivelato che è una versione alternativa di White Face.

## Modalità di gioco
Il gioco, che si svolge interamente in prima persona, è caratterizzato da una grafica retrò, con i pixel ben visibili. 
Per avanzare nel gioco il giocatore deve esplorare l'ambiente e trovare oggetti per avanzare nella storia, fino a che il gioco non ha un crash e/o si chiude automaticamente. A questo punto, è necessario leggere i file che il gioco creerà nel computer, raccontati dal punti di vista di White Face. In rari casi, nella versione Steam, sarà necessario interagire con le impostazione del proprio sistema.
Una volta utilizzate le informazioni imparate in questo modo, il gioco riprenderà, nella stessa area da cui si è iniziato o in una diversa in cui il giocatore sarà teletrasportato.

## Sviluppo
Lo sviluppatore ha avviato nel 2013 una raccolta fondi su indiegogo per rendere il gioco originale compatibile con Oculus Rift, ma non ha avuto i fondi necessari per avviare il progetto.
Nel 2015, il gioco è stato sottoposto al processo di Greenlight di Steam.
La grafica del gioco è stata aggiornata nel 2022. Nella versione di Steam è ancora possibile giocare la vecchia versione selezionando l'opzione.

## Accoglienza
Pur essendo stato perlopiù ignorato dalla critica alla sua uscita, il gioco ha trovato molto successo sin dalla sua pubblicazione gratuita, in particolar modo su YouTube. L'inusuale sistema con cui il programma interagisce col giocatore è stato molto apprezzato, venendo paragonato a un virus o una creepypasta giocabile. Nel 2014, Danielle Riendau su Polygon l'ha definito terrificante.
Il remake è sia stato apprezzato dal pubblico, dove molti nomi noti di YouTube come Markiplier o Jacksepticeye lo hanno rigiocato, che dalla critica. Tom Skyes di PC Gamer ha apprezzato l'atmosfera e gli elementi meta espansi nella nuova versione. Adam Smith di Rock Paper Shotgun ha apprezzato l'atmosfera da leggenda urbana, e che il gioco non facesse affidamento sui jumpscare per spaventare. Nel 2022, è stato inserito tra i 12 migliori giochi horror per PC da IGN.
Il gioco è stato spesso descritto come un esempio di meta-horror.